# Репетило Василь Іванович
Репетило Василь Іванович (21 січня 1957, Львів — 11 квітня 1997, там само) — український політик, громадський діяч, депутат львівської обласної ради першого демократичного скликання, активний учасник українського національно-демократичного визвольного руху кінця 80-х — 90-х років.

## Життєпис

### Ранні роки життя
Народився 21 січня 1957 року в місті Львові, в сім'ї простих робітників, вихідців з села Конюшки Самбірського району, Львівської області. Батько — Репетило Іван Васильович (10.04.1928-18.10.2004), мати — Репетило Ганна Федорівна (22.12.1929-28.08.2016). Ріс як і більшість дітей того часу, з трьох років ходив до дитячого садка, вже там відзначали його любов до навчання та феноменальну пам'ять. В 1964 році стає учнем першого класу СШ 44. В 1965 році, після переїзду батьків до нового помешкання, переходить до СШ 75. В 1968 році, у зв'язку з активною розбудовою міста і побудовою нової школи, його клас переходить до СШ 79 (сьогодні гімназія Євшан) яку він успішно закінчує в 1974 році.
З раннього віку цікавиться історією і культурою свого народу, ще в шкільні роки починає записувати зі слів свого неписемного діда Федора колядки та інші обрядові пісні свого краю. В цей час починає писати власні вірші.

### Студентські роки та юність
З 1974 до 1979 року навчається на фізичному факультеті Львівського державного університету ім. Івана Франка. Під час навчання в університеті стає членом спелеологічного клубу «Циклоп». Співає в університетському хорі «Черемош».
В 1979 році як студента державної форми навчання, його відправляють на практику до СШ с. Романів Перемишлянського району, Львівської області. Де він працює на посаді вчителя фізики до 1982 року. Як він сам згадував, вчив там не лише фізику, але й все що на думку директора було пов'язано з нею. З посмішкою згадував, як мусив сам вивчити будову трактора, щоб навчити учнів, оскільки не зміг переконати керівництво школи в тому, що в програмі такого розділу немає. За час роботи в школі показує себе з найкращої сторони, його люблять і учні і їх батьки, а дирекція школи пропонує йому залишитись на постійне місце роботи. Однак його рідні батьки переконують повернутися до Львова.
3 1982 року працює інженером в Інституті геології та геохімії горючих копалин АН УРСР.
У 1984 ріці закінчує курси міжнародної мови Есперанто при Львівському будинку вчених та здав іспити на відмінно. Під час навчання на цих курсах зав'язує дружні стосунки з членами організації «Саюдис», які надихають його на наполегливу працю щодо відновлення української мови в правах як державної. Вільно володіє англійсько, польською та російсько мовами.

### Сім'я
В 1985 році знайомиться зі своєю майбутньою дружиною Репетило Любов'ю Дмитрівною (1965 р.н.), з родини Білас. Як він сам розказував, це було кохання з першого погляду. Його не зупиняє те, що вона студентка Херсонсьокого інституту. І 12 липня 1986 року вони одружуються. Вже через рік 26 травня 1987 року народжується їх первісток — син Богдан, а 27 березня 1989 року донька Іванна. Василь Репетило мріє ще про третю дитину. В нього була теорія, що нація мусить зберігати свій генофон, щоб не вироджуватись. А оскільки він був єдиною дитиною в сім'ї, то хотів мати хоча б трьох нащадків. Та, на жаль, не судилося.

## Політична діяльність
13 червня 1988 року є одним з активних учасників першого за багато десятиліть масового, але не санкціонованого владою громадсько-політичного віче, біля пам'ятника Іванові Франкові, на якому було створено Товариство рідної мови ім. Тараса Шевченка. Василя Репетила обирають заступником голови Львівського обласного Товариства української мови ім. Тараса Шевченка. Паралельно його обирають в раду Товариства. При Раді було створено тематичні секції: лінгвістичну, громадських ініціатив, шкільництва та організаційну. За роботу секції громадських ініціатив відповідав В.Репетило.
11-12 лютого 1989 року прав участь в установчій конференції, що відбувалась в Республіканському будинку кіно. Це був перший легальний форум незалежної громадської організації у Києві. Було ухвалено статут і обрано керівництво Товариства української мови імені Тараса Шевченка, яке очолив Дмитро Павличко.
Згодом він стає співзасновником та активним учасником львівського товариства «Просвіта».
3 квітня 1990 року Василя Репетила обирають головою Радянської Районної Ради народних депутатів м. Львова. На той час йому лише 33 роки і він стає наймолодшим головою районної ради Львова.
27 березня 1991 року його обирають першим заступником голови виконавчого комітету Радянської ради народних депутатів м. Львова.
19 грудня 1994 року він стає членом Львівського виконавчого комітету та призначений на посаду голови Галицької районної адміністрації виконкому Львівської міської ради народних депутатів. Працює на цій посаді до смерті.
Наполегливі клопотання Василя Репетила до тодішнього керівництва міськ- та обласного виконавчого комітету давали свої результати. На автовокзалі велика неонова вивіска «Львов» була замінена на «Львів», вулицям, кінотеатрам та державним установам повертали їх українські найменування.
11 квітня 1997 року раптово помирає. Похований у Львові на сихівському кладовищі.

## Спогади
Зі слів дружини: «Був дуже активною людиною. Зробив багато добра. Завжди усміхався, дуже гарно співав, грав на гітарі, писав вірші. Любив, щоб навколо нього була добра компанія. У вільний час вирушав з дітьми до лісу чи в гори. Любив рух, не любив застою життя. У своїх віршах був дуже ліричним і трохи сумним „Їх блискотіння стане марним, Не всі ж вони зірки полярні“.»
«Добрий, людяний, глибоко ерудований, вмілий керівник… Довгим, дуже довгим може бути перелік ділових, душевних якостей Василя Репетила. Але на сам перед він був людиною надзвичайно скромною, простою.»- так писали про нього колеги в некролозі опублікованому в газеті Ратуша за квітень 1997 року